# 塔戈维查联盟

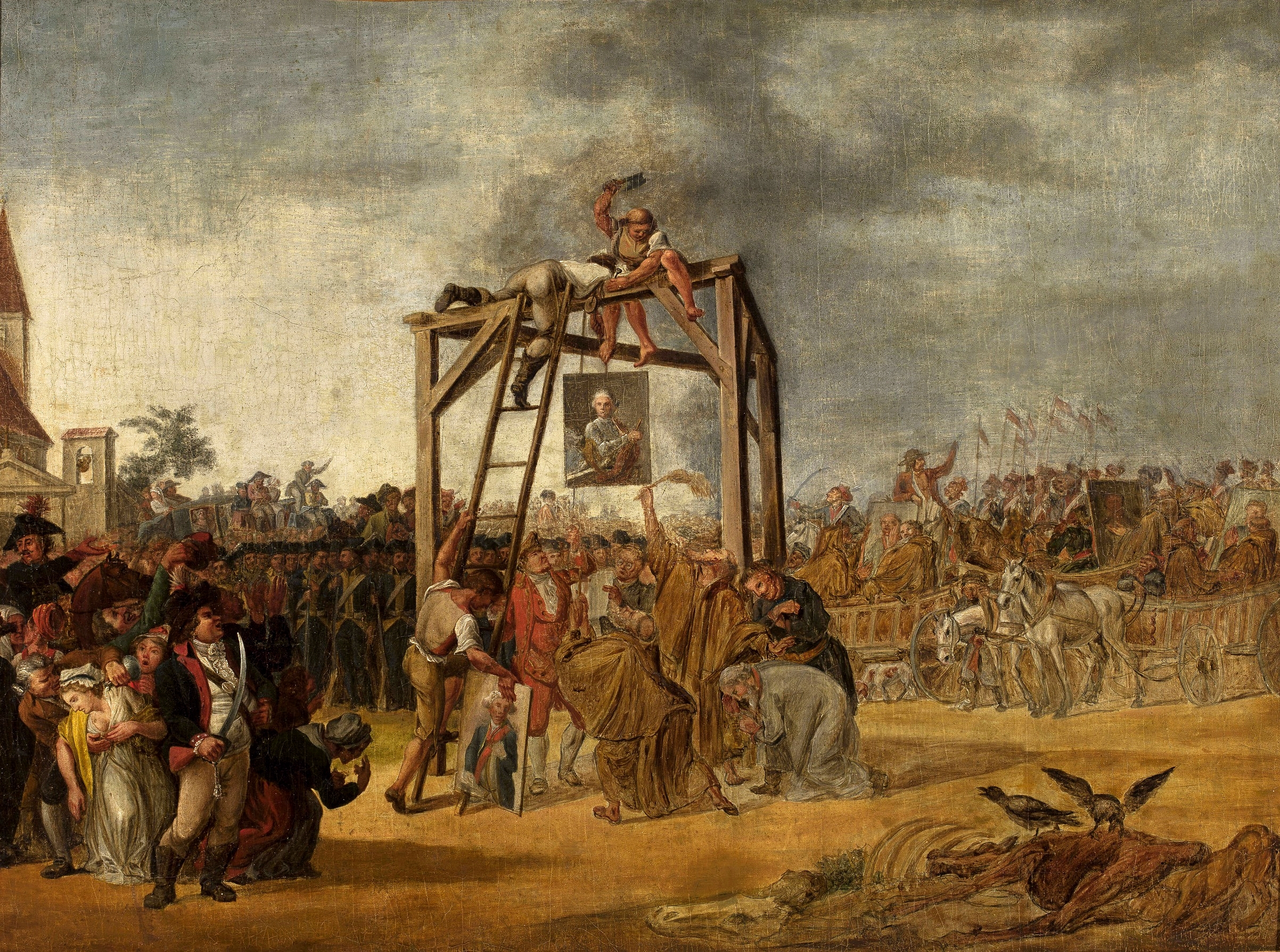
为塔戈维查联盟领导人的肖像施绞刑，华沙，华沙起义 (1794年)的结果，由扬·皮奥特尔·诺布林绘。

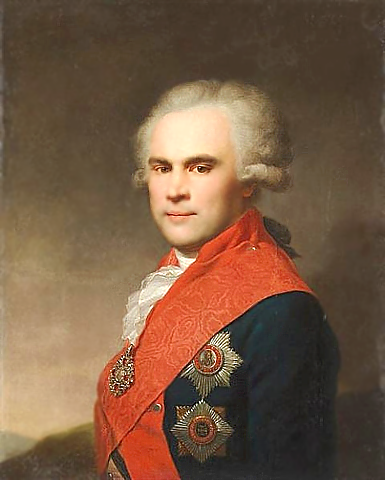
俄罗斯将军瓦西里·斯捷潘诺维奇·波波夫，联盟条约的起草者

塔戈维查联盟（波蘭語：Konfederacja targowicka）是1792年4月27日由波兰和立陶宛的权贵在圣彼得堡建立的「叛國」会盟，该联盟有俄罗斯女皇叶卡捷琳娜二世为后台。联盟反对由大瑟姆通过的五三宪法，尤其是其中限制贵族特权的条文，主張恢復貴族們的黃金自由。因為波蘭貴族百年來已經習慣引入外力干涉國內政局，因此照例請求俄國來主持。联盟条约由俄罗斯将军，亲王波将金的参谋长瓦西里·斯捷潘诺维奇·波波夫擬定。它在1792年5月14日于小城塔戈维查（今属乌克兰基洛夫格勒州霍洛瓦尼夫斯克区）宣布生效。四天后两支俄罗斯军队在没有宣战的情况下侵略波兰立陶宛联邦。
在1792年波俄战争（也是波蘭的內戰）中，「叛國」而不自覺的塔戈维查联盟军击败了忠于波兰立陶宛联邦、瑟姆和国王斯坦尼斯瓦夫·奥古斯特·波尼亚托夫斯基的军队。最终国王波尼亚托夫斯基屈服於女沙皇的壓力，忍痛加入联盟。結果，聯盟的胜利反而促成了無情的第二次瓜分波兰，并为1795年的第三次，也就是对联邦的最后瓜分打好基础。这让原本希望恢复原状、以為推翻五三宪法就能滿足俄國胃口的大部分联盟合伙人，目瞪口呆、不知所措。
從此，「塔戈维查」正式成為波兰語中卖国、叛国的同义词，并一直用到现在。

## 主要成员
- 斯坦尼斯瓦夫·什琴斯内·波托茨基：联盟元帅（领导）。[4]被判死刑，但没被逮捕，並率軍投靠俄罗斯。在1794年9月29日，通过对他的肖像处以绞刑来代替（参见插图）。在1795年他被叶卡捷琳娜大帝授予亚历山大·涅夫斯基帝国勋章和头衔general en chef。

其他贵族成员：
- 弗兰西斯克·科萨弗里·布拉尼茨基[4]在科希丘什科起义中被判死刑，但没被逮捕，並潛逃到俄罗斯，在1819年逝世于比拉-彻科瓦。
- 雷蒙·马钦·戈萨科夫斯基：在1794年4月25日科希丘什科起义时，在维尔纽斯被处以绞刑。
- 约瑟夫·卡齐米日·科萨科夫斯基：主教，在1794年5月9日科希丘什科起义时，在華沙被处以绞刑。[5]
- 皮奧特爾·奧扎羅夫斯基：貴族，1794年5月9日科希丘什科起义时，在華沙被处以绞刑。
- 約澤夫·安克維奇：貴族指揮官，1794年5月9日科希丘什科起义时，在華沙被处以绞刑。
- 約佐夫·扎別烏沃：貴族指揮官，1794年5月9日科希丘什科起义时，在華沙被处以绞刑。
- 伊格纳奇·雅库布·马萨尔斯基：主教。在1794年6月28日科希丘什科起义时，在华沙被处以绞刑。[5]
- 瑟维雷恩·雷乌斯基。[4]

## 语录
- 来自于塔戈维查联盟条约：[6]

“共和国（联邦）的盟友，俄罗斯女皇陛下（叶卡捷琳娜大帝）的愿望仅仅是用她的军队还给共和国和波兰人一片自由，尤其是所有公民的安全与幸福 
- 塔戈维查联盟的建立者之一，斯坦尼斯瓦夫·什琴斯内·波托茨基：

“每一位真实的波兰人都不应该被普鲁士人和那些保皇主义的小帮派弄瞎双眼，可以确信的是，只有俄罗斯才能救我们的祖国，否则我们的国家会被奴役。”
- 國王斯坦尼斯瓦夫·波尼亚托夫斯基在1795年退位，联邦灭亡后他说：

“关于过去的波兰和波兰人（我不想再说更多）。这个国家，这个国名和更多其他的在世界的历史中消失了。我现在永远是一位俄罗斯人了。”